# Tenontozaur
Tenontozaur, tenantozaur (Tenontosaurus) – dinozaur; prymitywny przedstawiciel grupy iguanodonów
Żył w epoce wczesnej kredy około 115 milionów lat temu na terenach dzisiejszej Ameryki Północnej. Długość ciała do 7 m, wysokość do 2,2 m, masa ok. 1 t. Jego szczątki znaleziono w USA.
Wraz z kośćmi T. tilletti odkryto zęby deinonycha. Teropod ten mógł więc polować na tenontozaura. Możliwe jest też, że deinonych żywił się padliną tenontozaura.
Jego ogon był usztywniony mięśniami. Miał palce zakończone kopytami.

## Gatunki
- T. tilletti opisany przez Ostrom w 1970
- T. dossi opisany przez Winkler, Murray & Jacobs w 1997

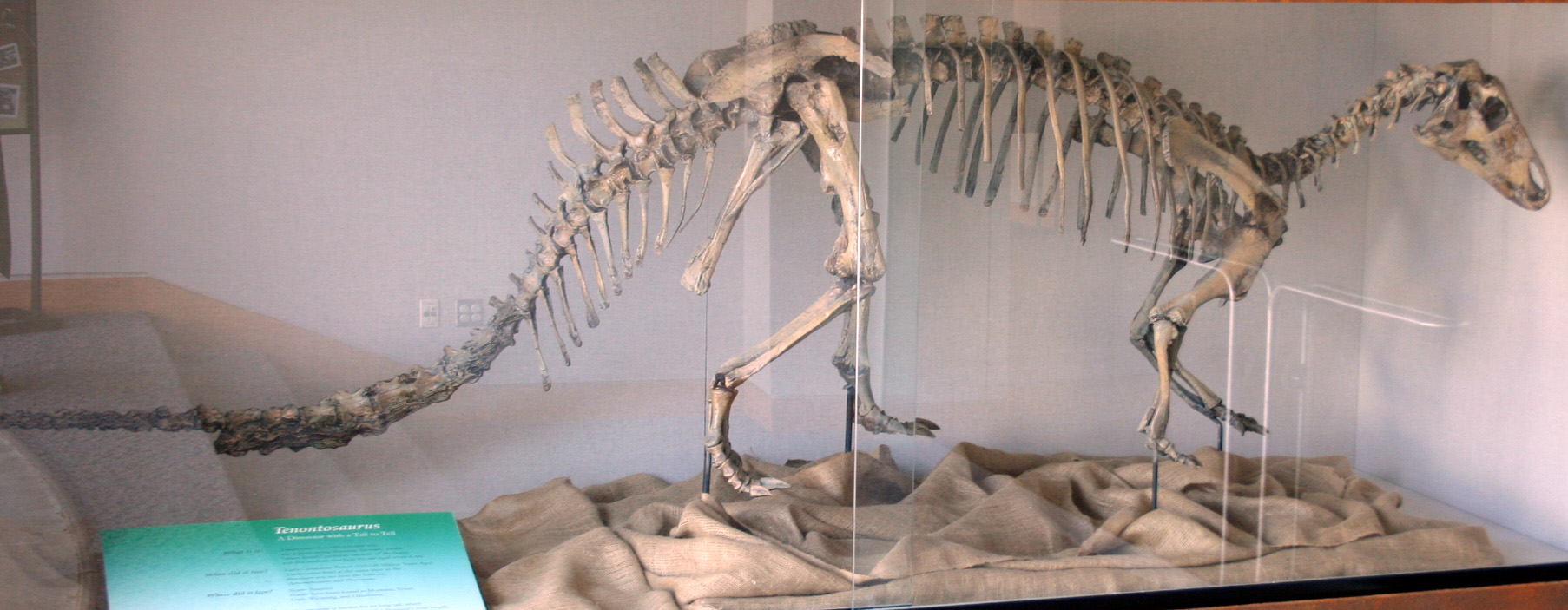
szkielet tenontozaura (North Carolina Museum of Natural Sciences)